# Orussidae
Die Orussidae sind eine kleine Familie parasitischer Hautflügler (Hymenoptera). Zurzeit sind weltweit etwa 85 rezente und vier fossile Arten bekannt, in Europa sechs. In Deutschland kommen Orussus abietinus, O. unicolor und Pseudorussus henschii vor. Im Allgemeinen werden Orussidae nur selten gesammelt. Sie sind offenbar starken Populationsschwankungen unterworfen. Da die Imagines wärmeliebend und zur heißesten Tageszeit aktiv sind, werden sie von Spezialisten für Pflanzenwespen üblicherweise nicht gesammelt. Orussidae weisen eine Reihe Besonderheiten auf. So sind sie die einzigen Pflanzenwespen mit parasitoider Lebensweise, während diese Lebensweise unter den Taillenwespen (Apocrita) die Regel ist und vermutlich entscheidend zum evolutionären Erfolg dieser Unterordnung mit weit über 130.000 beschriebenen Arten beigetragen hat.

## Imagines
Die geflügelten Imagines sind 2 bis 23 Millimeter lang. Die Tiere sind überwiegend schwarz. Chalinus-, Mocsarya- und Orussobaius-Arten sind mehr oder minder metallisch gefärbt. Einige Arten sind am Thorax oder Abdomen rot gefärbt. Viele Orussus-Arten weisen weiße Flecken an den Beinen auf. Die Antennen der Männchen besitzen elf, die der Weibchen zehn Glieder. Die modifizierten distalen Antennenglieder der Weibchen (Glied 9 vergrößert, Glied 10 klein) stehen im Zusammenhang mit der Echoortung der im Holz verborgenen Wirtslarven. Im Gegensatz zu anderen Pflanzenwespen sitzen die Antennen am unteren Rand der Komplexaugen nahe der Mandibeln an. Die Mandibeln sind orthognath ohne deutliche Zähne. Die Anzahl der Taster (Palpen) der Maxillen und des Labiums sind unterschiedlich. Die Aderung der Flügel zeichnet sich durch die charakteristische Rückbildung einiger Queradern aus. Wie bei vielen Pflanzenwespen werden die Flügel in Ruhestellung durch spezialisierte Haltevorrichtungen („Cenchri“) an der Thoraxoberseite fixiert. Der gesamte Körper ist sehr stark sklerotisiert und weist eine artcharakteristische Oberflächenstruktur mit auf. Der Legebohrer (Ovipositor) der Weibchen ist sehr lang (etwa zweifache Körperlänge) und im Körperinnern verborgen. In Ruhehaltung liegt er intern über das Abdomen bis in den Rumpf (Thorax) nach vorn verborgen.
Orussidae und Stephanidae sind die einzigen Hymenopteren, bei denen der Kopf rings um den Frontalocellus einen Kranz aufrechter Zähne aufweist. Im Gegensatz zu den Orussidae besitzen Stephanidae keine Cenchri. Mesosoma und Metasoma sind bei den Stephanidae durch eine Wespentaille getrennt, die den Orussidae fehlt.

## Larven
Die Larven der Orussidae weisen durch ihre parasitische Lebensweise im Inneren von Bohrgängen im Holz einige Rückbildungen im Körperbau auf, die sie meist mit den Larven der Apocrita (Taillenwespen) gemeinsam haben. Sie sind weiß gefärbt, meist etwas abgeplattet und überwiegend weichhäutig mit deutlich erkennbarer, sklerotisierter Kopfkapsel. Die Mundwerkzeuge sind nach unten gerichtet (hypognath). Sowohl die Augen wie auch die Beine sind vollständig zurückgebildet und fehlen. Die Körperoberfläche trägt auf allen (gut erkennbaren) Segmenten eine Querreihe aus nach hinten gerichteten Dörnchen. Von den Mundwerkzeugen sind vor allem die Mandibeln gut entwickelt und stark sklerotisiert. Es kommen weder Maxillar- noch Labialpalpen vor.

## Lebensweise
Nur für wenige Arten ist die Biologie der Larven bekannt. Orussidae sind Parasitoide von holzbewohnenden Käfer- oder Hautflügler-Larven, besonders Larven der Prachtkäfer, Bockkäfer, Schwertwespen und Holzwespen. Die Weibchen erkennen die Larven vermutlich vor allem anhand von Erschütterungen im Holz, die durch die Fraßtätigkeit hervorgerufen werden, als Sinnesorgane dienen neben den Antennen auch die Vorderbeine (Subgenualorgan). Man kann sie häufig in schnellem Lauf an der Oberfläche von unberindetem Totholz suchend herumlaufen sehen. Ist ein Wirt lokalisiert, bohren sie anschließend mit dem Legebohrer durch das Holz hindurch bis zur Larve. Bei einigen Arten gibt es Hinweise, dass die Bohrung in den Fraßgang der Larve erfolgen kann, wenn die Käferlarve nicht direkt erreichbar ist. Die Orussidenlarve muss dann durch den Gang bis zur Wirtslarve vorkriechen. Dabei kann sie sich durch Verstopfungen durch Fraßmehl hindurchfressen. Inwieweit dieses Material möglicherweise zur Ernährung zumindest der jungen Larvenstadien beitragen kann, ist umstritten. Das Weibchen legt pro Bohrung ein einzelnes Ei ab, das ungewöhnlich groß ist und das Volumen des weiblichen Hinterleibs erreichen kann. Die geschlüpfte Larve frisst von außen an der Käferlarve (Ektoparasitoid), wobei sie zunächst lebenswichtige Organe verschont, letztlich wird diese aber schließlich abgetötet.

## Systematik
Die traditionelle Unterordnung „Symphyta“ oder „Pflanzenwespen“ ist zweifelsfrei eine paraphyletische Gruppe. Die etwa 9000 Arten sind eine Zusammenfassung aller basalen, morphologisch ursprünglichen Hautflügler. Die Apocrita sind also nicht Schwestergruppe der gesamten Pflanzenwespen. Zahlreiche Untersuchungen weisen nun darauf hin, dass die Orussidae die Schwestergruppe darstellen. Die parasitoide Lebensweise ist nicht erst bei den Taillenwespen, sondern bereits bei ihrem gemeinsamen Vorfahren mit den Orussidae entstanden.
Die Orussidae werden in eine eigene Überfamilie Orussoidea gestellt. Einige frühere Systematiker platzierten sie in eine eigene Unterordnung, die dann „Idiogastra“ genannt wird. Traditionell wurden auch andere Platzierungen, z. B. innerhalb der Holzwespen, erwogen, die aber nach den Regeln der phylogenetischen Systematik nicht gerechtfertigt sind, weil sie ausschließlich auf morphologisch ursprünglichen Merkmalen (Plesiomorphien) beruhen. Das Schwestergruppen-Verhältnis mit den Apocrita wird auch durch molekulare Stammbäume (mittels homologer DNA-Sequenzen) stark unterstützt. Die Schwestergruppe des von Orussidae + Apocrita gebildeten Taxons ist nicht sicher. Möglicherweise ist es die Überfamilie der Xiphydrioidea, mit der Familie der Schwertwespen (Xiphydriidae).

## Arten in Deutschland
Folgende Arten sind aus Deutschland bekannt:
- Orussus abietinus (Scopoli, 1763)
- Orussus unicolor Latreille, 1812
- Pseudoryssus henschii (Mocsáry, 1910)

Diese Arten sind bestimmbar mit Kraus (1998).

## Arten weltweit
Ein Bestimmungsschlüssel zu den rezenten Gattungen wurde von Vilhemsen (2003) publiziert.
- Argentophrynopus Vilhelmsen & D.R. Smith, 2002: 2 Arten, Costa Rica und vermutlich Mexiko. Taxonomie: Vilhelmsen & Smith (2002)[11]
- Baltorussus Schedl, 2011: 1 fossile Art, Baltorussus velteni Schedl, 2011, baltischer Bernstein. Taxonomie: Schedl (2011)[12]
- Chalinus Konow, 1897: 10 Arten, Afrotropis. Taxonomie: Vilhelmsen (2001)[13], Vilhelmsen (2005)[14]
- Guiglia Benson, 1938: 7 Arten in der Australis, Guiglia chiliensis Benson, 1955 in Chile. Taxonomie: Vilhelmsen & Smith (2002)[11]
- Kulcania Benson, 1935: 2 Arten in Kolumbien, Costa Rica, Mexiko und den USA. Taxonomie: Vilhelmsen & Smith (2002)[11]
- Leptorussus Benson, 1955: 3 Arten in der Afrotropis. Taxonomie: Vilhelmsen (2003)[10], Vilhelmsen (2007)[15]
- Mesorussus Rasnitsyn, 1977: 1 fossile Art, Mesorussus taimyrensis Rasnitsyn, 1977. Taxonomie: Rasnitsyn (1977)[16]
- Minyorussus Basibuyuk, Quicke & Rasnitsyn, 2000: 1 fossile Art, Minyorussus luzzii Basibuyuk, Quicke & Rasnitsyn, 2000. Taxonomie: Basibuyuk et al. (2000)[17]
- Mocsarya Konow, 1897: 2 Arten, Mocsarya metallica (Mocsáry, 1896) in Indonesien und Sri Lanka, Mocsarya syriaca Benson, 1936 in Griechenland und der Türkei (nicht in Syrien!). Taxonomie: Vilhelmsen (2001)[13]
- Ophrella Middlekauff, 1985: 2 Arten, O. amazonica (Westwood, 1874) in Französisch Guiana, Brasilien und Panama, O. eldorado Vilhelmsen, 2013 in Französisch Guiana. Taxonomie: Vilhelmsen & Smith (2002)[11], Vilhelmsen et al. (2013)[18]
- Ophrynon Middlekauff, 1983: 4 Arten in Kalifornien (USA). Taxonomie: Vilhelmsen & Smith (2002)[11], Blank et al. (2010)[19]
- Ophrynopus Konow, 1897 (Synonym: Stirocorsia Konow, 1879[18]): 16 Arten in Japan, Indonesien, Laos, Malaysia, Philippinen, Papua-Neuguinea und in der Neotropis. Taxonomie: Vilhelmsen & Smith (2002)[11], Vilhelmsen et al. (2013)[18]
- Orussella Benson, 1935: 1 Art, Orussella dentifrons (Philippi, 1873) in Argentinien und Chile. Taxonomie: Vilhelmsen (2003)[10]
- Orussobaius Benson, 1938: 9 Arten in der Australis, Papua-Neuguinea und den Tanimbarinseln. Taxonomie: Schmidt & Vilhelmsen (2002)[20], Blank & Vilhelmsen (2016)[21]
- Orussonia Riek, 1955: 2 Arten in Australien. Taxonomie: Schmidt & Gibson (2001)[22]
- Orussus Latreille, 1797: 27 Arten in der Holarktis und der Orientalis. Taxonomie: Vilhemsen (2003; Welt)[10], Blank et al. (2006, O. abietinus und O. smithi)[23], Vilhelmsen et al. (2013; Welt)[24]
- Pedicrista Benson, 1935: 1 Art, Pedicrista hyalina Benson, 1935 aus Malawi, Südafrika und Zimbabwe. Taxonomie: Vilhelmsen (2003)[10]
- Pseudoryssus Guiglia, 1954: 2 Arten in der Westpaläarktis. Taxonomie: Kraus (1998)[6]

## Fossilien
Ophrynopus peritus Engel, 2008 wurde aus dem Dominikanischen Bernstein beschrieben, Baltorussus velteni Schedl, 2011 aus dem baltischen Bernstein, Mesorussus taimyrensis Rasnitsyn, 1977 aus der späten Kreide von Taimyr, Sibirien und Minyorussus luzzii Basibuyuk, Quicke & Rasnitsyn, 2000 aus der späten Kreide von New Jersey. Aus dem mittleren und jüngeren Jura aus Deutschland (Tongrube bei Grimmen) und China sind Fossilien gefunden worden, die Merkmale der Orussoidea und der basaleren Apocrita mosaikartig vereinen, so dass es nicht sicher möglich ist, sie einer dieser Linien zuzuweisen. Die Aufspaltung der Linien, und damit der Ursprung der rezenten Orussidae und Apocrita, kann damit mit ziemlicher Sicherheit im Jura angenommen werden.